# MW–50
Az MW–50 (Methanol-Wasser 50) egy metanolból és vízből álló keverék neve volt, amelyet a második világháború idején német repülőgépmotorok teljesítményének növelésére alkalmaztak. A széleskörű használata a háború végén valósult meg, mivel akkor már szükség volt rá.

## Összetétel
Az MW-50 50 százalékban metanolból, 49,5 százalékban vízből és fél százalékban olajból állt. Ettől eltérő összetételek is elfordulhattak, például az MW-30, amiben 30 százalék volt metanol aránya. Emellett a metanol helyettesíthető volt etanollal, amely esetekben a keverék jelölése EW-50 (Ethanol-Wasser 50) vagy EW-30 volt. Vészhelyzetben alkalmazhattak tiszta vizet is.

## Hatás
A keveréket a hengerekbe való belépése előtt porlasztották a motorba jutó levegőáramba. Több hatása is volt. Az egyik hatása az volt, hogy a hőfelvétel révén hűtötte a motorba nyomuló levegőt, ami miatt az sűrűbbé vált. Ez a hatása nagyjából 4 százalékkal növelte a motor teljesítményét, ami a világháború végén alkalmazott német repülőgépmotorok esetében 100 lóerős nagyságrendű teljesítménynövekedést jelentett.
A fő hatása viszont az volt, hogy a hűtés és a metanoltartalom révén lehetővé tette, hogy a feltöltő-rendszer nagyobb nyomással nyomja a levegőt a hengerekbe. Ez a Bf 109-es késői verzióinak DB 605 repülőgépmotorjain lehetővé tette, hogy a töltőnyomást 1,42 ata-ról 1,8 ata-ra növeljék, ami a motor felszállóteljesítményét 1475 lóerőről 1800 lóerőre növelte.

## Más teljesítményfokozó-rendszerek
A háború végén a Focke-Wulf 190-es legnagyobb számban alkalmazott verziója az A-8 volt. Ennek a verziónak a BMW 801 volt a motorja. Ezt a motort tévesen azonosítják az MW-50-el mivel a gyári dokumentumok alapján a 801-esek többsége nem rendelkezett ezzel a teljesítményfokozó.rendszerrel.
Viszont ennek ellenére 44-ben megnövelték a motor teljesítményét, mivel bevezették az Erhöhte Notleistung alkalmazását. Ehhez azt kell tudni, hogy a világháború idején a repülőgépmotorok fojtásos szabályozású kompresszorokkal rendelkeztek, amiben a fojtás akadályozta meg, hogy a motorba a feltöltő-rendszer túl nagy nyomással nyomja a levegőt.
Amikor alkalmazták az Erhöhte Notleistungot, akkor az üzemmód során csökkent a fojtás mértéke. Ez lehetővé tette, hogy a motorba nagyobb nyomással áramoljon a levegő. Ez az üzemmód tengerszinten való repüléskor a töltőnyomást 1,42 ata-ról 1,58 ata-ra növelte, ami a teljesítményt 1730 lóerőről 1980 lóerőre növelte.